# Zdzisława Libudzisz
Zdzisława Kazimiera Libudzisz (ur. 22 kwietnia 1943 w Łodzi) – polska mikrobiolog, profesor nauk technicznych, specjalizująca się w technologii żywności i żywienia.

## Życiorys
Urodziła się 22 kwietnia 1943 w Łodzi.
W 1967 ukończyła studia na Wydziale Biologii i Nauk o Ziemi na Uniwersytecie Łódzkim, w latach 1967–1972 pracowała w Katedrze Mikrobiologii Technicznej Politechniki Łódzkiej. W 1972 obroniła pracę doktorską, w latach 1972–1977 pracowała w Wojewódzkim Związku Spółdzielni Mleczarskich w Łodzi. W 1977 powróciła do pracy na Politechnice Łódzkiej, w Instytucie Technologii Fermentacji i Mikrobiologii. Stopień naukowy doktora habilitowanego otrzymała w 1990 na podstawie dorobku naukowego oraz rozprawy Fizjologia i modelowanie układów mieszanych paciorkowców fermentacji mlekowej w hodowlach okresowych i ciągłych na Wydziale Chemii Spożywczej Politechniki Łódzkiej. 19 maja 1999 uzyskała tytuł profesora nauk technicznych.
Była dyrektorem Instytutu Technologii Fermentacji i Mikrobiologii Wydziału Biotechnologii i Nauk o Żywności PŁ. Jest członkiem Komitetu Nauk o Żywności Polskiej Akademii Nauk.
W latach 1997–2018 była promotorem trzynastu i recenzentem trzydziestu trzech prac naukowych. Wśród jej doktorantów były Adriana Nowak i Katarzyna Śliżewska.
Została odznaczona Srebrnym i Złotym Krzyżem Zasługi oraz Medalem Komisji Edukacji Narodowej.

## Życie prywatne
Żona Jerzego Libudzisza, chemika, z którym ma córkę Katarzynę Lubnauer, matematyczkę, od 2017 do 2019 przewodniczącą partii Nowoczesna. Wraz z mężem należała do PZPR.